# Şahika Ercümen
Şahika Ercümen (Çanakkale, 16 de gener de 1985) és una esportista turca d'esports d'apnea, amb un rècord mundial en immersió lliure (busseig a pulmó). Dietista de professió, té dos rècords mundials en busseig. També té el rècord de Turquia en "pes fix".